# 烏哲魯·露娜可
烏哲魯·露娜可，MBE（英語：Oodgeroo Noonuccal，1920年11月3日—1993年9月16日），澳洲詩人、藝術家、教育家和原住民權利活動家。她是澳洲第一位出版詩集的原住民詩人。
作品：we are going (1964)